# Turgieniewskaja
Turgieniewskaja (ros. Тургеневская) – stacja moskiewskiego metra (kod 095) linii Kałużsko-Ryskiej, wyjścia prowadzą na ulice Miasnicką i na Turgieniewskaja płoszczad’. Na środku stacji znajduje się przejście na stację Czistyje Prudy linii Sokolniczeskiej, a stamtąd na stację Sretenskij Bulwar Linii Lublinsko-Dmitrowskajej.

## Wystrój
Stacja jest trzykomorowa, jednopoziomowa, posiada jeden peron. Kolumny obłożono marmurem, a podłogi jasnoszarym granitem. Wnętrza wyłożono wzmacnianymi plastikowymi panelami w kształcie rombów. ściany nad torami ozdobiono zdobionymi mosiężnymi panelami.